# Jean-Marc Dhainaut
Pour les articles homonymes, voir Dhainaut.
Jean-Marc Dhainaut, né le 1er août 1973 à Douai, est un écrivain français, auteur de thrillers orientés vers le fantastique et le paranormal.

## Biographie
Il commence par l'écriture de nouvelles en 2014 en participant à des concours organisés sur Short Éditions[réf. nécessaire]. Un an plus tard, en 2015, il publie en assimilé compte d'auteur chez Édilivre son roman Au-delà d'un destin en mai 2016,.
Après avoir achevé l'écriture d'un second roman, il retient l'attention des éditions Taurnada qui publient La Maison bleu horizon en juin 2017, premier opus d'une saga de 4 tomes des enquêtes paranormales d'Alan Lambin, son personnage récurrent. Un roman ayant pour toile de fond la Première Guerre mondiale et les Fusillés pour l'exemple. En janvier 2018 le roman remporte le prix Plume Libre. Il est également nommé au Prix des Mines Noires en février 2019.
En juillet 2018 sort Les Prières de sang, le deuxième opus des enquêtes paranormales d'Alan Lambin, sur fond, cette fois d'une histoire relative aux Templiers.
En juin 2019 Jean-Marc Dhainaut remporte le 1er prix du concours de nouvelles des Géants du Polar.
La sortie du troisième opus, Les Galeries hurlantes en juillet 2019, rendant hommage aux mineurs de fond, est remarquée dans la presse écrite régionale et à la radio.
Les Couloirs démoniaques est publié en juillet 2020. Il est le dernier opus de la saga des investigations paranormales d'Alan Lambin.
L'Œil du chaos paraît en juillet 2021 et s'oriente davantage vers la science fiction post-apocalyptique. L'histoire de ce one shot prend pour thèmes principaux le survivalisme, le réchauffement climatique et le risque de tempête solaire.
Brocélia, son 7e roman, paraît le 7 juillet 2022. Jean-Marc Dhainaut développe dans cette aventure un nouveau personnage de fiction : Meghan Grayford. C'est dans Les Couloirs démoniaques, paru en 2020, qu'Alan Lambin fait la connaissance de cette jeune journaliste, assurant ainsi une transition vers un Spin-Off de sa saga principale dont Brocélia est le premier opus. Meghan Grayford enquête dans un manoir délabré, hanté, et isolé, situé quelque part dans la forêt de Brocéliande, afin de connaître la raison de l'abandon des lieux qui lui semble suspect et précipité.

## Œuvre

### Romans
- Au-delà d'un destin, Edilivre, coll. « Classique » (2016)  (ISBN 9782334092449)
- La Maison bleu horizon, Éditions Taurnada, coll. « L'ombre des mots » (2017)  (ISBN 9782372580281)
- Les Prières de sang, Éditions Taurnada, coll. « L'ombre des mots » (2018)  (ISBN 9782372580441)
- Les Galeries hurlantes, Éditions Taurnada, coll. « L'ombre des mots » (2019)  (ISBN 9782372580564)
- Les Couloirs démoniaques, Éditions Taurnada, coll. « L'ombre des mots » (2020)  (ISBN 9782372580724)
- L'Œil du chaos, Éditions Taurnada, coll. « L'ombre des mots » (2021)  (ISBN 9782372580885)
- Brocélia, Éditions Taurnada, coll. « L'ombre des mots » (2022)  (ISBN 9782372581042)

### Nouvelles
- Alan Lambin et le fantôme au crayon, Éditions Taurnada, (2017)
- Alan Lambin et l'esprit qui pleurait, Éditions Taurnada], (2018)

## Prix littéraires
- Lauréat du prix Plume Libre 2018[4]
- Lauréat du concours de nouvelles des géants du Polar 2019[6]
- Lauréat du Prix du Salon du livre de Seclin 2022[11]

## Nominations
- Nommé au prix découverte des Mines Noires 2019[5]
- Nommé au prix Masterton 2020[12]